# 斯里尼瓦瑟·拉马努金
斯里尼瓦瑟·拉马努金·艾扬加尔（英语: Srinivasa Ramanujan Aiyangar，ISO 15919轉寫：Srīṉivāsa Rāmāṉujan Aiyaṅkār，又译拉马努詹、羅摩奴詹、拉曼努真，1887年12月22日—1920年4月26日），英国皇家学会院士，印度数学家，对数学分析、数论、无穷级数和连分数的研究做出了巨大贡献。
朝露一生中，拉马努金独立整理出了近3900项研究成果（大部分是恒等式和方程）。 其中一些原创且非常规的成果，例如拉马努金素数、拉马努金θ函数和模拟θ函数，开辟了全新的研究领域，并激发进一步的研究。
在不同领域中，拉马努金尤擅数论（其中多牽涉π、e等数学常数以及质数的求和公式）以及整數分拆。他慣以直覺（或稱為“數感”）導出公式，不喜證明，而後大部分公式都被证讫为实。他留存的笔记本中，那些尚未被證明的公式，啟發了幾位菲爾茲獎獲得者的工作。1997年，《拉马努金期刊》创刊，用以发表有關「受到拉马努金影响的数学领域」的研究論文。
他自學成才並負笈劍橋大學的傳奇故事曾數次被拍成電影，如2015年的。

## 生平

### 早年岁月

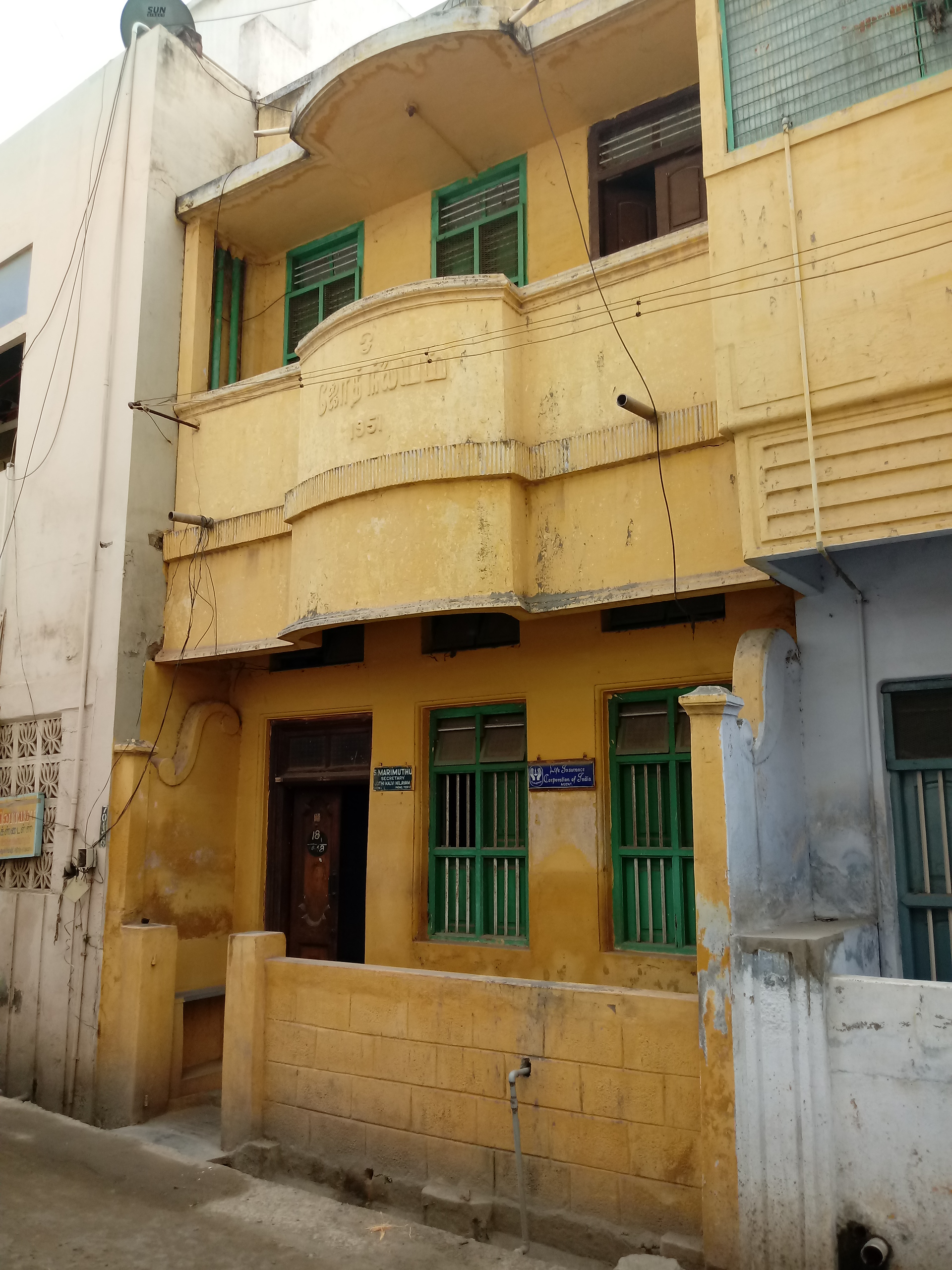
拉马努金的出生地

斯里尼瓦瑟出生于印度婆羅門贫穷家庭。其名字拉马努金（Rāmāṉujan）的字面意义为“羅摩之弟”。 父亲库普斯瓦米·斯里尼瓦瑟·艾扬格（Kuppuswamy Srinivasa Iyengar），原籍坦贾武尔县，是一家纱丽店店员。母亲科玛拉塔玛尔（Komalatammal）是一名家庭主妇，也在当地一家寺庙唱歌谋生。
1889年12月，斯里尼瓦瑟感染天花，幸而康复。后来，他随母亲搬到了马德拉斯附近甘吉布勒姆的外婆家。1892年10月1日，斯里尼瓦瑟在当地的学校入学。在外祖父丢掉法院官员的差事后，他随母亲搬回了贡伯戈讷姆。 祖父逝世后，斯里尼瓦瑟又被送回甘吉布勒姆而他不喜欢那里的学校。过了半年，他又返归贡伯戈讷姆。
斯里尼瓦瑟的父亲一天大部分时间都在工作，他由母亲抚养长大，两母子因此关系很好。从母亲那里，拉马努金参习印度教传统，阅览往世书，学唱印度教歌曲，参加礼拜，以及保持特定的饮食习惯——以上这些皆是婆罗门文化的一部分。
1897年11月，斯里尼瓦瑟以全城最高分通过了英语、淡米尔语、地理学和算术的考试，同年顺利进入当地的堂高级中学就讀。在那里，他似乎初次接受正规的数学教育。
斯里尼瓦瑟自小便被视作“神童”。11岁时，他已掌握寄居家中的大学生房客的数学知识。到13岁，他從借來書籍中明瞭高等三角学的知识，同时自己发现了一些复杂的定理。至于他的天賦，则在14岁时开始显露。他不仅在学生時期不断获得荣誉证书和奖学金，还帮学校处理诸如将1,200个学生（各有不同需要）分配给35个教师的后勤事务。 他甚至可以提早一半时间完成测验，还对几何和无穷级数方面了如指掌。1902年，斯里尼瓦瑟学会如何解三次方程。后来，他发展出新的四次方程解法。1903年，他尝试研究如何解五次方程，那时他还不知道，五次方程，乃至更高次的多项式方程没有一般的求根公式。
1903年，斯里尼瓦瑟从朋友那里得到了一本G.S.卡尔的《纯粹数学概要》，详细研究书中的内容。次年，他独立发展并研究伯努利数，还将歐拉-馬斯刻若尼常數计算至小数点后15位。因此，同校的人回忆道：「我们，包括老师，很少可以理解他，并对他『敬而远之』」。
1904年，斯里尼瓦瑟被授予K. Ranganatha Rao数学奖，并荣获奖学金，得以前往政府艺术学院就读。然而，由于太专注于研究数学，斯里尼瓦瑟在此学院之时，對於其他科目力不从心，考试大部分不及格，也因此失去奖学金。 1905年8 月，斯里尼瓦瑟离家奔赴维沙卡帕特南，在拉贾蒙德里待了约莫一个月。后来，他就读于马德拉斯的帕猜亚帕学院。在校期间，他只选择回答自己感兴趣的数学问题，其余则不予以作答。至于英语、生理学和梵语等其他科目，他的成绩并不理想。
1906年，斯里尼瓦瑟投报皇家藝術學會，两度未果，遂离开帕猜亚帕学院，独立进行数学研究。在這個時期，他的生活相当穷困，经常吃上顿没下顿。

### 弱冠年华

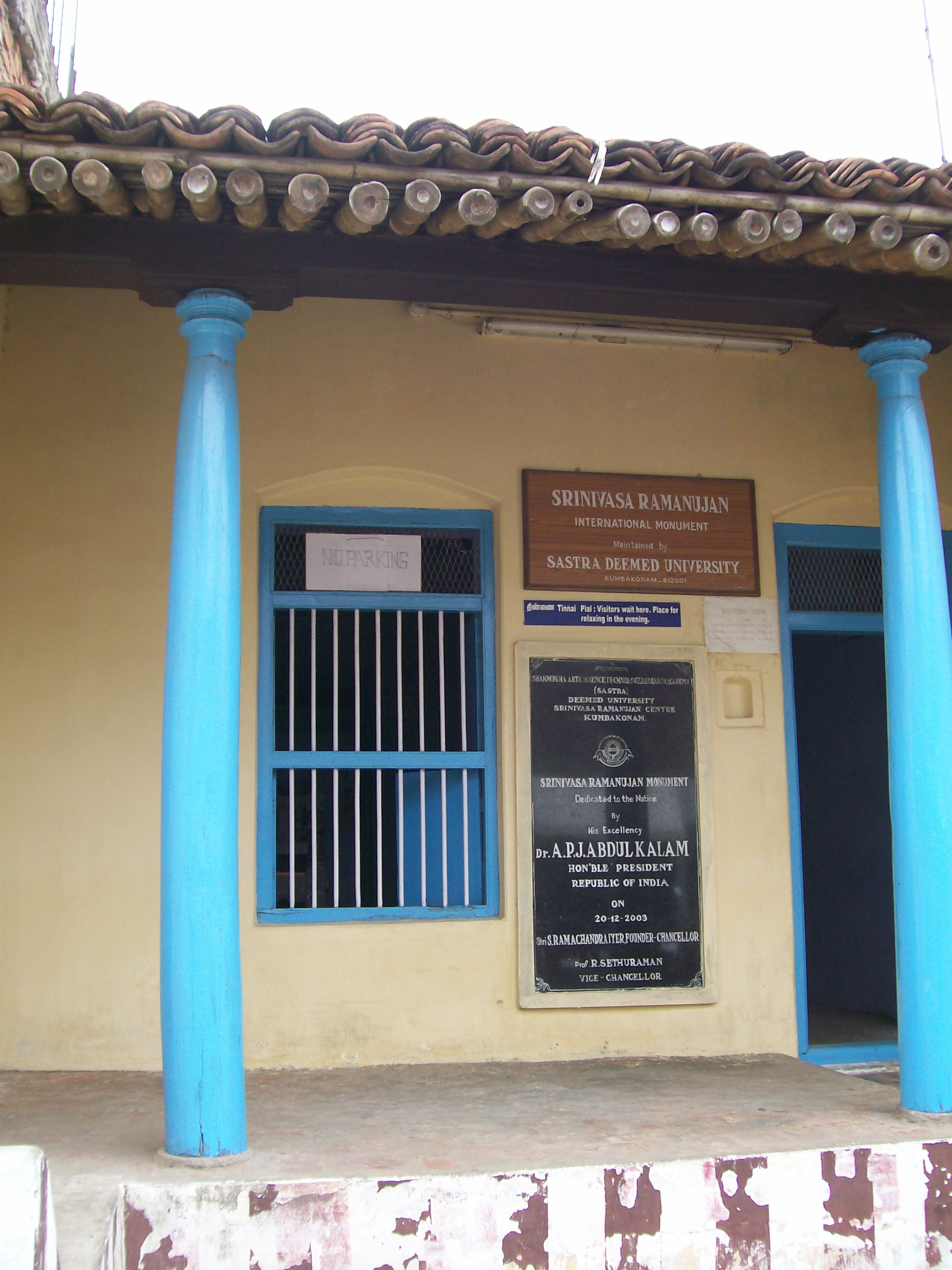
拉马努金故居

1909年7月14日，拉马努金与贾纳姬（S. Janaki Ammal；1899年3月21日-1994年4月13日）成婚。 贾纳姬是拉马努金母亲一年前为他遴选的，结婚时方才十岁（届时印度境内，童婚并不鲜见）。 但按照当地习俗，贾纳姬继续在娘家住了3年后，才到马德拉斯和拉马努金同居。
婚后，拉马努金罹患睾丸鞘膜積液。 此疾病可通过常规手术治疗，但家庭无力承担费用，直至1910年1月，一位医生自愿免费为拉马努金做了手术。手术成功后，凭借着他的数学计算能力，拉马努金开始挨家挨户寻求合适的文职。为赚取日常花销，他在总统学院辅导正备考文科考试的学生。
1910年末，拉马努金再度患病，他告知好友R.艾耶尔“将他的笔记本交给帕差亚帕学院的数学教授辛加拉韦鲁·穆达利亚尔，或者交给马德拉斯基督教学院的英国教授E.B.罗斯”。 康复之后，拉马努金从艾耶尔处取回笔记本，随后乘火车前往法国控制下的城市维卢布勒姆。 1912年，拉马努金曾与母亲、妻子短居于马德拉斯的佐治城。 1913年5月，拉马努金一家又迁至特里普利凯恩。

#### 对数学的不倦追求

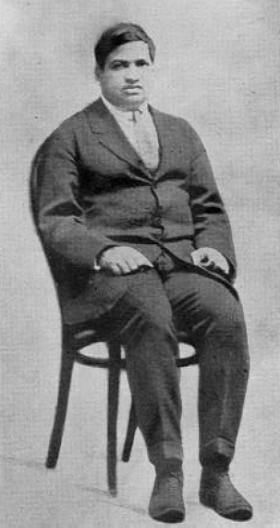
拉马努金独坐着

1910年，与印度数学学会创始人V.艾耶尔会面后，23岁的拉马努金被聘为马德拉斯大学的研究员，开始在马德拉斯的数学界崭露头角。 拉马努金希望能在艾耶尔所在的税务部门找到一份工作，于是展示了自己的数学笔记。艾耶尔后来回忆道：

我震惊于其中所蕴的数学成果......我不愿让他在税务局的最底层任职，不然只会让他泯然众人。

几经辗转，艾耶尔将拉马努金介绍给当时的印度数学学会秘书R.拉奥。 拉奥对拉马努金的成果印象深刻，只是对他的学术诚信表示质疑。经过拉马努金朋友的努力，拉奥聆听了拉马努金关于椭圆积分、超几何函数和发散级数理论的议论，并深深折服于他的才华。. 有艾耶尔和拉奥多方面的支持，拉马努金得以继续他的数学研究。

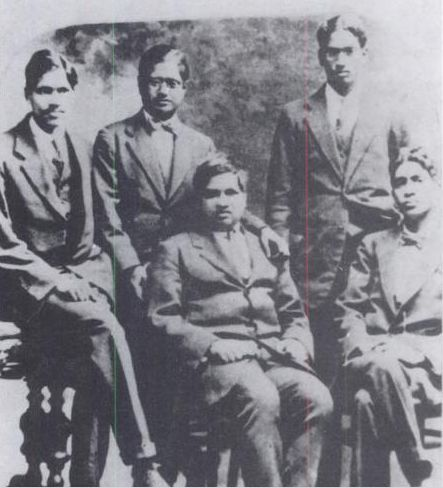
K.劳奥与拉马努金并坐

随后，拉马努金的成果发表在了《印度数学学会杂志》上。 他在其中提出的首个问题，是求以下连根式的值：
{\displaystyle {\sqrt {1+2{\sqrt {1+3{\sqrt {1+\cdots }}}}}}}
在等待六个多月才找到解决方案，且一无所获后，拉马努金提供了一个不完整的计算方法。在拉马努金第一本笔记的第105页，他构建了一个可用于解决连根式问题的方程：
{\displaystyle x+n+a={\sqrt {ax+(n+a)^{2}+x{\sqrt {a(x+n)+(n+a)^{2}+(x+n){\sqrt {\cdots }}}}}}}
利用这个方程，设x = 2，n = 1，a = 0，可得连根式的值是3。
拉马努金也是在此期刊上发表其首篇正式论文，他发现，一系列伯努利数的分母总是能被6整除。此外，他还设计了一种基于先前伯努利数来计算Bn的方法。其中一种如下：
可以观察到，若n为偶数且不等于零，则：
1. Bn是一个分数；
2. Bn/n化为最简形式后，其分子是一个素数；
3. Bn的分母包含因数 2 和 3 各一次且仅一次；
4. 2n(2n − 1)Bn/n是一个整数，因此2(2n − 1)Bn必然是一个奇数。

在1911年发表的论文《伯努利数的一些性质》中，拉马努金给出了三个证明、两个推论和三个猜想。
拉马努金一直渴望可以沉浸于数学海洋，而毋需做工帮补生计。他曾担任马德拉斯总会计师事务所的职员，但只干了几个星期。 获得马德拉斯港务局的文员职位后，他在办公室轻松完成分配的工作，并将闲暇时间投身于数学研究中。他的做法受到上司和同事的一致认可。

#### 联系英国数学家
1913年，艾耶尔、拉奥等人试图向英国的数学家们介绍拉马努金的工作成果。
伦敦大学学院的M.J.M.希尔并无采纳，他称拉马努金的论文漏洞百出，“对数学有兴趣，也有一定的能力”，但缺乏数学家所应有的教育基础。
随后，在朋友帮助下，拉马努金起草了给剑桥顶尖数学家的信件。他發了一长串复杂的定理给三个剑桥的学术人士貝克、霍布森、哈代，只有三一学院的院士哈代注意到拉马努金在定理中所展现的天賦。 哈代和拉马努金早在1910年时就相识，但起初他并不相信这是拉马努金的来信，因为有一些难以置信的定理，其中一个定理位于第三页的页尾：
{\displaystyle \int \limits _{0}^{\infty }{\frac {1+{\dfrac {x^{2}}{(b+1)^{2}}}}{1+{\dfrac {x^{2}}{a^{2}}}}}\times {\frac {1+{\dfrac {x^{2}}{(b+2)^{2}}}}{1+{\dfrac {x^{2}}{(a+1)^{2}}}}}\times \cdots \,dx={\frac {\sqrt {\pi }}{2}}\times {\frac {\Gamma \left(a+{\frac {1}{2}}\right)\Gamma (b+1)\Gamma (b-a+1)}{\Gamma (a)\Gamma \left(b+{\frac {1}{2}}\right)\Gamma \left(b-a+{\frac {1}{2}}\right)}}.}
(当且仅当0 < a < b + 1/2时成立)
拉马努金其他一些与无穷级数相关的成果也给哈代留下了深刻印象：
{\displaystyle 1-5\left({\frac {1}{2}}\right)^{3}+9\left({\frac {1\times 3}{2\times 4}}\right)^{3}-13\left({\frac {1\times 3\times 5}{2\times 4\times 6}}\right)^{3}+\cdots ={\frac {2}{\pi }}}
{\displaystyle 1+9\left({\frac {1}{4}}\right)^{4}+17\left({\frac {1\times 5}{4\times 8}}\right)^{4}+25\left({\frac {1\times 5\times 9}{4\times 8\times 12}}\right)^{4}+\cdots ={\frac {2{\sqrt {2}}}{{\sqrt {\pi }}\,\Gamma ^{2}\left({\frac {3}{4}}\right)}}.}
哈代发现，这些结果比高斯在积分方面的工作“有趣得多”。
此外，拉马努金还给出了漂亮的连分数：
{\displaystyle {\sqrt {\phi +2}}-\phi ={\cfrac {e^{-{\frac {2\pi }{5}}}}{1+{\cfrac {e^{-2\pi }}{1+{\cfrac {e^{-4\pi }}{1+{\cfrac {e^{-6\pi }}{1+\,\cdots }}}}}}}}=0.2840...}
其中{\displaystyle \phi ={\frac {1+{\sqrt {5}}}{2}}}是黄金分割。
读完这封唐突来信后，哈代和他的同事利特爾伍德（J. E. Littlewood）议论道：「没有一个定理可以放到世界上最高等的数学测试中。」即使自己就是当时著名的数学家，而且是其中几个领域中的专家，他仍说：「（拉马努金所写下的許多東西）完全打败了我」、「我从没见过任何如此美麗的東西。」 哈代称拉马努金是“一位最优秀的数学家，一位具有非凡独创性和力量的人”。:494–495

### 负笈剑桥
经历起初的一些怀疑过后，1913年2月8日，哈代给拉马努金写了一封信，表达了对他工作的兴趣，并补充说“我必须看看你某些论断的证明”。哈代联系了印度事务部，为拉马努金的剑桥之行做计划。出于宗教考虑，若到外国去，拉马努金可能会丧失种姓，因此他拒绝离开祖国，父母也以同样的理由反对他出国。 三一学院前数学讲师吉尔伯特·沃克在研究拉马努金的成果时同样表示惊叹，并鼓励这位年轻人到剑桥学习一段时间。 后来，委员会同意在未来两年内每月向拉马努金提供75卢比的研究奖学金，供他在马德拉斯大学学习和研究。
拉马努金在担任研究生期间，继续向《印度数学学会期刊》投稿。在拉马努金拒绝前往英国后，哈代与拉马努金的通信变得糟糕。哈代聘请了一位在马德拉斯授课的同事E.H.内维尔来指导拉马努金，并把他带到英国。 作为正统的婆罗门，拉马努金咨询了他的旅行星象，但后来，拉马努金的母亲做了个梦，其中家族女神告诉她不要阻拦儿子的行程。1914年3月17日，拉马努金乘船前往英国。

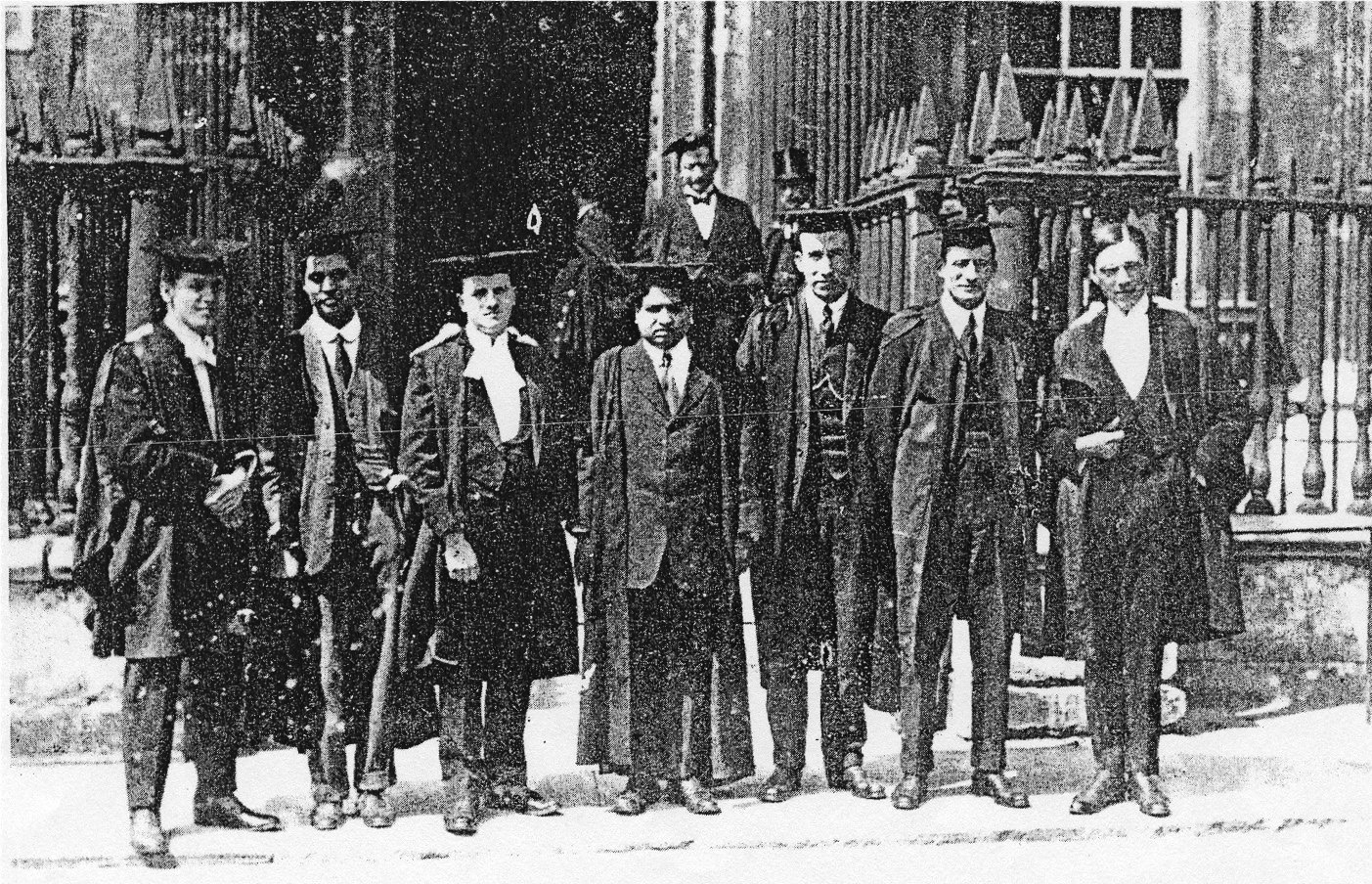
拉马努金（居中者）、哈代（右一）和其他学者在评议会大楼外的合影

1914年4月14日，拉马努金在伦敦下船时，内维尔正开着车等候他。四天后，内维尔带他去了位于剑桥切斯特顿路的家。拉马努金立即开始与利特尔伍德和哈代合作。六周后，拉马努金搬出了内维尔的家，搬到了惠威尔苑，离哈代的房间步行五分钟。哈代在前两封信中已收到了拉马努金提出的120个定理，但笔记中还有更多的结果和定理。哈代发现，有些结果和定理是错误的，有些已被发现，余下的则是新突破。
在剑桥，拉马努金与哈代、利特尔伍德合作了近五年，并在那里发表了部分研究成果。在艾狄胥的一次采访中，哈代称说他自己对数学最伟大的贡献是发现了拉马努金，拉马努金的天賦至少可與数学巨人欧拉和雅可比（Carl Jacobi）相當。
哈代和拉马努金的性格截然不同。他们的合作体现出不同文化、信仰和工作风格的碰撞。哈代坚信无神论，倡导数学求证及其严谨性；拉马努金则是一位虔诚的印度教徒，尽力保持婆罗门的生活方式，因此十分依赖直觉和洞察力。
1916年3月，拉马努金因其在高合数方面的研究成果，被授予研究文学学士学位（博士学位的前身）。1917年12月6日，拉马努金当选为倫敦數學學會院士。1918年5月2日，他当选为皇家学会院士。1918年10月13日，他成为第一位当选剑桥大学三一学院院士的印度人。

### 患疾还乡
拉马努金一生健康问题频发。由於过度投入研究工作，他本就不佳的身体状况在英国愈加恶化；难以恪守婆罗门的饮食要求，以及一战时蔬菜的稀缺使病情变得更加严重。他被诊断出患有肺结核（Henderson, 1996年）以及严重的维生素缺乏症。
1917年末或1918年初，拉马努金在伦敦地铁站里坠轨，试图自杀。蘇格蘭場以自杀未遂的罪名逮捕了他，但在哈代介入后，又将其释放。
拉马努金于1919年返回贡伯戈讷姆，并于1920年逝世于当地，享年32岁。 他送給这个世界最后的礼物是拉马努金θ函数的发现。在他生命的最后几天，尽管痛苦不堪，“他仍然继续研究数学，一张接一张地填满数字”，贾纳基·阿马尔回忆道。
拉马努金逝世後，妻子賈納姬搬到孟買，1950年回到清奈生活，并收养了一个儿子 W. Narayanan，在贾纳姬晚年，她获得了拉马努金前雇主马德拉斯港务局提供的终身养老金，以及印度国家科学院和泰米尔纳德邦、安得拉邦、西孟加拉邦政府等方面提供的养老金。贾纳姬继续珍藏拉马努金的记忆，并努力提高他的公众知名度。许多著名数学家来访印度期间都特意去看望她。1994年，贾纳姬在位于特里普利凯恩的家中逝世。
对于拉马努金所患的疾病，1994年由楊格（Dr. D.A.B Young）进行的对拉马努金的医疗纪录和症状的分析结论为更可能他有肝变形虫病。拉马努金在清奈待了很长时间进一步证实这点。虽然当时，这是很难诊断的疑症，但一旦诊断已是可治愈的（Berndt, 1998年）。

## 个性与精神生活
拉马努金被描述为一个性格有些害羞和安静的人，一个举止优雅、品行端庄的人。
拉马努金终生过着婆罗门的生活。关于他实际信仰的观点有很多说法：第一位传记作者把他描述为一个严格正统的婆罗门，而哈代更相信他基本上是一个不可知论者。拉马努金的宗教信仰被西方人浪漫化了，而印度传记作者则夸大了——指的是他的信仰，而不是实践。同时，他还评论了拉马努金的严格素食主义。
拉马努金将他的理解归功于他的家族女神納瑪姬莉（Namagiri：被視為Lakshmi吉祥天女的化身），并表示在他的工作中向她寻求灵感。他经常说：「一个方程对我没有意义，除非它传达了神的旨意。」贾纳基在1984年曾表示，拉马努金把大量时间花在数学上，以至于他不去寺庙。他没时间吃饭，因此妻子和母亲经常给他喂食。大多数归因于他的宗教故事都源自他人。然而，他的正统信仰是毋庸置疑的。

## 数学成就
拉马努金天才地提出了大量公式，这些公式可供日后深入研究，並开辟新的研究方向。这些公式中最引人入胜的例子，包括π的无穷级数，其中之一如下所示：
{\displaystyle {\frac {1}{\pi }}={\frac {2{\sqrt {2}}}{9801}}\sum _{k=0}^{\infty }{\frac {(4k)!(1103+26390k)}{(k!)^{4}396^{4k}}}}
该式基于负基本判别式：
d = −4 × 58 = −232（其类数h(d) = 2）
与如下事实相关：
{\displaystyle e^{\pi {\sqrt {58}}}=396^{4}-104.00000017...}
拉马努金的π级数收敛速度极快，是计算π的最快算法之一。仅取级数的第一项，可得到π的近似值9801√2/4412，精确到小数点后六位；取前两项时，精度可达14位小数（更一般的拉马努金–佐藤级数也有类似性质）。
同时，他提出的許多恆等式推导出许多未知，如：
{\displaystyle {\begin{aligned}&\left(1+2\sum _{n=1}^{\infty }{\frac {\cos(n\theta )}{\cosh(n\pi )}}\right)^{-2}+\left(1+2\sum _{n=1}^{\infty }{\frac {\cosh(n\theta )}{\cosh(n\pi )}}\right)^{-2}\\[6pt]={}&{\frac {2\Gamma ^{4}{\bigl (}{\frac {3}{4}}{\bigr )}}{\pi }}={\frac {8\pi ^{3}}{\Gamma ^{4}{\bigl (}{\frac {1}{4}}{\bigr )}}}\end{aligned}}}
對所有θ都成立，此處Γ(z)代表伽瑪函數。
比較恆等式兩邊θ之不同冪的係數，就可以得出雙曲正割的許多恆等式。
哈代这样评论拉马努金：
|  | 他知識不足的程度跟知識的深厚都讓人很吃驚。他是能够发现模方程和定理的人……到達前所未闻的地步，他对连分数的掌握……超出了世界上任何一个数学家，他自己发现了ζ函数的泛函方程和解析数论中的很多著名问题中級數的主要项；但他却没有听说过双周期函数或者柯西定理，对复变函数只有非常模糊的概念…… |

### 定理和发现

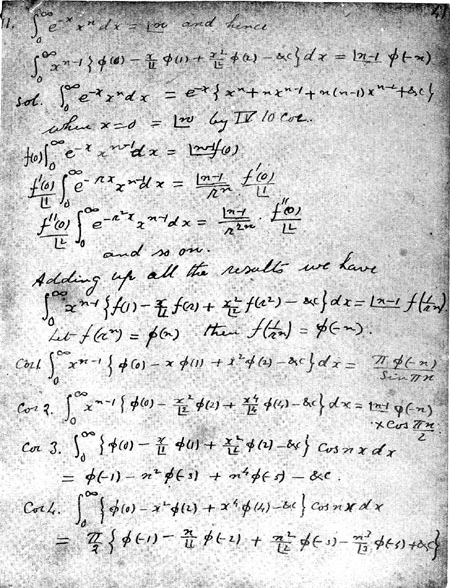
拉马努金的笔记本內頁

以下包括拉马努金自己的发现，和与哈代的合作中发现和证明的定理
- 高度合成数的性質
- 整數分割函数和它的渐近线
- 拉马努金θ函数

他也在下列领域做出重大突破和发现：
- 伽瑪函數
- 模形式
- 发散级数
- 超几何级数
- 质数理论

他的发现异常丰富；甚至很多在日後被發現，其內涵比原本乍看之下還要豐富許多。

### 拉马努金猜想
雖然拉馬努金提出的很多命題都有資格被稱為拉馬努金（的）猜想，但其中一個特別有影響力，所以“拉馬努金猜想”通常指的是它。拉馬努金猜想斷定了拉馬努金τ函數的大小。這裡說的τ函數的生成函數是模判別式 Δ(q)（模形式理論中一種典型的尖形式（cusp form））。這個猜想在1973年由皮埃爾·德利涅證明的魏依猜想推論而得到證明，德利涅因此获得1978年的菲尔兹奖。

### 拉马努金的笔记
当拉马努金还在印度时，他在活页纸笔记上记录了很多结果，但没有记录推导过程。有些人可能藉此认为拉马努金并无证明这些结果的能力。但Berndt在对拉马努金的评论中，感觉他肯定能够对绝大部分的结果作出证明，只是没有这样做罢了。这种可能有几种原因：那时的纸张并不便宜，拉马努金在写字石板上完成了他大部分的工作，然后只将结果转移到纸上，这在当时是很常见的现象；拉马努金也有可能受一本書影響——他大部分的高等数学知识的來源卡爾（G. S. Carr））《纯数学和应用数学概要》（Synopsis of Pure and Applied Mathematics），这是卡爾用来教授数学的。它总结了几千个结果，不带证明的给出了它们。最后，可能拉马努金认为他的工作只是给他自己的个人兴趣用的；所以只记录了结果。（Berndt, 1998）
第一本笔记有351页，大约16个有某种组织的章节，以及一些无组织的材料。第二本笔记有256页，散布在21章和100个无组织页面中。第三本有33个未组织的页面。

## 評價与纪念
拉马努金可称得上是印度过去千年中所出最伟大的数学家，他的直觉跳跃令当今的数学家都感到困惑與驚奇。在死后80多年，他的论文中所埋藏的秘密依然正在被挖掘。他的定理被应用到他活着的时候很难想象到的领域。美国作家罗伯特·卡尼盖尔所著传记《知無涯者：拉馬努金傳》后被中国数学家、武汉大学前校长齐民友等翻译成中文。
拉马努金去世后的第二年，《自然》杂志将他列入了“科学先驱日历”。
拉马努金的家乡泰米尔纳德邦将12月22日（其生日）定为“国家信息技术日”。
2011年，在他诞辰125周年之际，印度政府宣布将每年的12月22日定为“国家数学日”。时任印度总理曼莫汉·辛格也宣布，将2012年定为“国家数学年”，并将12月22日定为“印度国家数学日” 。
印度政府于1962年、2011年、2012年和2016年发行了印有拉马努金肖像的邮票。

## 軼事
拉馬努金病重，哈代前往探望，說道：「我搭計程車來，車牌號碼是{\displaystyle 1729}，這數字真沒趣，希望不是不祥之兆。」拉馬努金答道：「不，這個數有趣得很。在所有可以用兩個立方數之和來表達而且有兩種表達方式的數之中，{\displaystyle {1729}}是最小的。」（即{\displaystyle 1729=1^{3}+12^{3}=9^{3}+10^{3}}，後來這類數稱為的士數。）哈代引述利特爾伍德的話說：「每個正整數都是拉馬努金的朋友。」

## 延伸閱讀
- Collected Papers of Srinivasa Ramanujan ISBN 0-8218-2076-1
- The Man Who Knew Infinity: A Life of the Genius Ramanujan by Robert Kanigel ISBN 0-671-75061-5（中譯本：《知無涯者：拉馬努金傳》；羅伯特‧卡尼蓋爾著；胡樂士、齊民友譯；上海科技教育出版社；2002）

## 参看
- Ramanujan-Peterssen猜想
- 1729
- 朗道-拉马努金常数
- Ramanujan-Soldner常数
- 拉马努金滚盾（Ramanujan Rolling Shield）
- 拉马努金θ函数
- 拉马努金图
- 拉马努金τ函数
- 罗杰斯-拉马努金恒等式
- SASTRA拉马努金奖
- ICTP拉马努金奖
- 拉馬努金求和
- 拉馬努金 (電影)（英语：Ramanujan (film)）
- 拉馬努金機（英语：Ramanujan_machine）：谷歌打造的AI[80]
- 哈代—拉馬努金定理